# Jack McConnell
Jack Wilson McConnell (Irvine, Escocia, 30 de junio de 1960) es un político laborista británico, miembro del Parlamento Escocés por el distrito electoral «Motherwell y Wishaw» desde 1999 hasta 2011. Fue el tercer ministro principal de Escocia durante siete años, desde 2001 hasta 2007, por lo que es el segundo ministro principal que más tiempo ocupó el cargo, después de Alex Salmond que lo superó en noviembre de 2012. En junio de 2010, ingreso a la Cámara de los Lores como par vitalicio (life peer) y fue nombrado barón McConnell de Glenscorrodale.
Fue ministro de Finanzas y ministro de Educación, antes de asumir como ministro principal, tras un corto periodo de Jim Wallace en el cargo luego de la renuncia de Henry McLeish. En las elecciones de 2003, fue reelecto como ministro principal. Entre los principales logros de su mandato se encuentran la ley antitabaco, que prohibió fumar en espacios públicos cerrados y el acuerdo de cooperación entre Escocia y Malaui.

## Primeros años
Jack McConnell nació en Irvine y fue criado en una granja cerca de Lamlash en la isla de Arran. Estudió en la Arran High School y luego cursó sus estudios universitarios en la Universidad de Stirling, en donde se graduó con un diploma de Bachelor of Science. Después de graduarse en 1983, comenzó a trabajar como profesor de matemática en la Academia Lornshill en Clackmannanshire.
La carrera política de Lord Connell comenzó en 1984, cuando fue elegido para el consejo del distrito de Stirling, en donde ocupó el cargo de tesorero desde 1988 hasta 1992 y el de líder del consejo desde 1990 hasta 1992. Luego de ocho años de haber ganado su primera elección, McConnell abandonó el consejo tras haber sido electo secretario general del Partido Laborista escocés.
Uno de sus mayores progresos en su carrera política fue la gestión del éxito de las elecciones generales de 1997, en las que el Partido Laborista consiguió una amplia mayoría absoluta sobre los conservadores. Entre el Partido Laborista Escocés, los liberales-demócratas escoceses y el Partido Nacional Escocés eliminaron todos los escaños que los conservadores tenían en Escocia.
En 1998 sirvió como miembro de la convención constitucional escocesa y lideró la exitosa propuesta de referéndum para la devolución de poderes, que estableció el Parlamento Escocés.

## Parlamento Escocés

### Ministro de Finanzas
McConnell fue elegido MSP (Miembro del Parlamento Escocés) en las primeras elecciones parlamentarias, en 1999. El ministro principal en ese tiempo, Donald Dewar, lo nombró ministro de Finanzas. Una de sus primeras acciones fue establecer el proceso para confeccionar los presupuestos del poder ejecutivo escocés, incluyendo la publicación de un documento para consultar al pueblo y a los miembros del Parlamento Escocés sobre cómo se debería gastar el presupuesto.
Su departamento también logró la aprobación por el parlamento de la ley escocesa de Finanzas y Contabilidad Pública del año 2000, que estableció los procedimientos de financiación y auditoría del poder ejecutivo.

### Ministro de Educación, Europa y Asuntos Exteriores
El 11 de octubre de 2000, Donald Dewar murió de una hemorragia cerebral. Luego que los laboristas interviniesen para que Henry McLeish no asumiera sin una votación previa, Jack McConnell decidió postularse al cargo de ministro Principal, pero consiguió 36 votos contra los 44 de McLeish, en una votación que se realizó apenas 72 horas después del funeral de Dewar.
McLeish lo nombró su ministro de Educación, Europa y Asuntos Exteriores.
Inmediatamente después de asumir, McConnell reestructuró el SQA (Scottish Qualifications Authority en inglés y «Autoridad escocesa de calificaciones» en español), donde apuntó nuevos directivos, ya que el organismo se encontraba en crisis por haber proporcionado
resultados de exámenes falsos o incompletos a miles de estudiantes.
Durante su gestión en esta cartera, también se establecieron las primeras relaciones exteriores y estrategia europea del gobierno escocés.

### Elección para ministro principal
Henry McLeish renunció al cargo de ministro principal de Escocia el 8 de noviembre de 2001, tras el escándalo de Officegate.
McConnell era visto por muchos analistas políticos como el probable sucesor y el 22 de noviembre fue finalmente electo por el Parlamento, luego de unos días en que Jim Wallace estuviera a cargo interinamente.
Fue formalmente nombrado ministro principal el 26 de noviembre por la Reina Isabel.

## Ministro Principal de Escocia

### Primer mandato
Poco después de asumir como ministro principal por primera vez, McConnell realizó grandes cambios en su gabinete. Destituyó a Angus MacKay (ministro de Finanzas), Sarah Boyack (Ministra de Transporte), Tom McCabe (ministro para el Parlamento) y a Jackie Baillie (ministro de Justicia Social). En sus lugares asumieron Andy Kerr (Finanzas), Patricia Ferguson (Transporte), Lord Watson de Invergowrie (Parlamento) y Iain Gray (Justicia Social). A la ministra de Salud, Susan Deacon, le ofreció el cargo de Ministra de Justicia Social, pero Deacon no aceptó y dejó el gobierno.

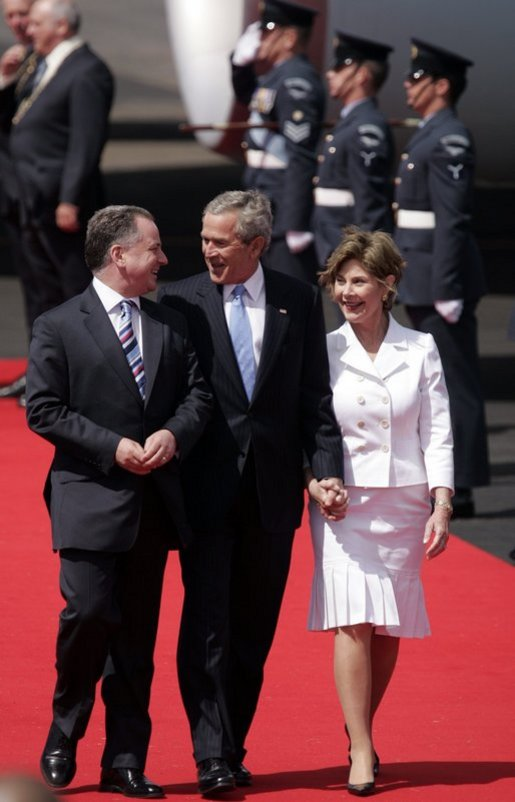
Jack McConnell, George W. Bush y Laura Bush en julio del 2005.

En febrero de 2002, Escocia se postuló con Irlanda para ser la sede de la Eurocopa 2008. En un principio McConnell no apoyó la propuesta, ya que no estaba de acuerdo con gastar 100 millones de libras en el torneo, pero luego le dio su apoyo a la nominación con Irlanda. La propuesta perdió contra Austria-Suiza, aunque posteriormente McConnell apoyó otras propuestas como la candidatura de Londres para los Juegos Olímpicos de Londres 2012 o la de Glasgow (principal ciudad de Escocia) para los Juegos de la Mancomunidad de 2014.
En 2002, lanzó su campaña de gobierno contra el sectarismo.

### Segundo mandato
McConnell fue reelecto como miembro del Parlamento Escocés por Motherwell y Wishaw en el 2003. El partido Laborista ganó 50 bancas y formó una coalición con los Liberales, que ganaron 17. 
El 15 de mayo de ese año, Lord McConnell fue reelecto como ministro principal de Escocia y ese mismo día, el gobierno escocés publicó «A Partnership for a Better Scotland», que anunciaba las prioridades del gobierno en el periodo de 4 años.

#### Ley antitabaco
Luego de una visita de Jack McConnell a Irlanda, donde se implementó la ley antitabaco en marzo de 2004, en Escocia se empezó a pensar la idea de aplicarla también allí.
La propuesta de ley fue aprobada con 97 votos a favor (17 en contra) y a principios de 2006, ya estaba vigente.
La ley prohibió fumar en espacios públicos cerrados como bares, restaurantes, baños públicos, oficinas y teatros.
La ley antitabaco fue un éxito, y los resultados de una investigación dieron que cientos de ataques cardiacos fueron evitados en el primer año de la ley.

#### Acuerdo de cooperación con Malaui
En noviembre de 2005, se firmó un acuerdo de cooperación entre Escocia y Malaui, mediante el cual ambos países se ayudarían en áreas como la salud, la educación y la economía.

"Quizá por primera vez, un país del norte, Escocia, se alía con un país del sur, Malaui, para analizar con más detalle los problemas."
Bingu wa Mutharika

Unos años después de la firma del acuerdo, de doce colegios que tenían vínculos con Malaui antes del pacto, pasaron a ser más de trescientos. Además se incrementó el número de voluntarios médicos escoceses en hospitales, clínicas maternales y orfanatos en Malaui.

#### Campañas de promoción de Escocia
En febrero de 2004, el gobierno de McConnell impulsó la creación de «Fresh Talent Initiative», un programa con el objetivo de aumentar la migración económica a Escocia para enfrentar la disminución de la población, y lanzó una campaña para promover a Escocia como un lugar para vivir, trabajar, estudiar, visitar e invertir.

### Elecciones de 2007
McConnell fue reelecto como MSP (Miembro del Parlamento Escocés), por Motherwell y Wishaw en las elecciones parlamentarias del 2007, pero su partido, el Partido Laborista, salió en segundo puesto con 46 bancas, contra 47 del SNP, que obtuvo la primera minoría del Parlamento.
El SNP, con su primera minoría y apoyado por algunos otros partidos más pequeños y abstenciones de otros, eligió a su líder, Alex Salmond, como ministro principal de Escocia.

## Actividad posterior
El 15 de agosto del 2007, Jack McConnell anunció su intención de renunciar como líder del Partido Laborista en el Parlamento, aunque continuaría como MSP por Motherwell y Wishaw.
El 28 de mayo del 2010 se anunció que McConnell se convertiría en par vitalicio, lo que le garantiza un asiento en la Cámara de los Lores de por vida. El 28 de junio de 2010 fue finalmente nombrado «Baron McConnell of Glenscorrodale» e ingresó a la cámara de Lores.

### Otros cargos
McConnell fue nombrado Alto Comisionado británico en Malaui, cuando el cargo quedó vacante en el 2009.
En agosto del 2007, fue apuntado como consultor de la Iniciativa de la fundación Clinton Hunter en Malaui y Ruanda y en octubre del 2008, Gordon Brown lo nombró representante especial del primer ministro en mecanismos de resolución de conflictos, aunque el cargo fue eliminado luego de las elecciones del 2010.
A 2011 es embajador de las organizaciones caritativas «Action for Children», una organización que ayuda a los chicos más vulnerables del Reino Unido, y «Pump Aid», una organización que suministra agua potable a gente de bajos recursos.

## Imagen pública
La imagen pública de Jack McConnell se ha visto debilitada a lo largo de sus mandatos como ministro principal, tras protagonizar una serie de escándalos y hechos polémicos. Entre estos, se incluyen su preferencia por Trinidad y Tobago en vez de Inglaterra en la Copa Mundial de Fútbol de 2006 y el escándalo de Villagate, que consistió en que no había declarado unas vacaciones de año nuevo en Majorca junto a la conductora de televisión Kirsty Wark.

Durante su mandato como ministro de Finanzas en el gobierno de Donald Dewar, McConnell protagonizó dos hechos controversiales. El primero fue el escándalo de Lobbygate (más informalmente «dinero por acceso») que consistió en la supuesta existencia de cabildeo de Beattie Media con el gabinete, especialmente con McConnell que había sido parte de Beattie antes de ser candidato a MSP y con quien Beattie alegaba tener «contacto regular». McConnell negó el supuesto cabildeo y Beattie, por su parte, se disculpó con los ministros implicados. El asunto finalmente se apagó poco a poco, con los ministros de Dewar exonerados al no encontrarse evidencia y Beattie Media cerrando su departamento de cabildeo. El segundo hecho controversial se dio en el marco de las continuas peleas entre los miembros del gabinete. En el caso de McConnell se trató de enfrentamientos con Susan Deacon, que luego causaron una amenaza de Dewar de echar a cualquier miembro del gabinete que infiltrase información a la prensa sobre otro miembro del gobierno escocés.
Otro hecho polémico fue cuando declaró, al comenzar su campaña electoral, haber sido infiel a su esposa, pero el hecho no pasó a mayores ya que lo admitió antes de que los medios se enterasen y pudiesen armar un escándalo.
Estos hechos y su dificultad para expresarse han sido objeto de apodos o burlas del pueblo escocés, siendo también conocido como "Joke McConnell",  "Jack the Lad", "Jack the Knife", "Jumping Jack Flash" y  "Union Jack" entre otros apodos.

## Vida personal
Lord McConnell de Glenscorrodale está casado con Bridget McConnell, jefe ejecutiva de "Culture and Sport Glasgow", quien antes había estado casada con la estrella de rock, Richard Brown.
Con Bridget tienen dos hijos adoptados: Hannah, que trabaja en el British Council y Mark, que es un profesor de inglés graduado de la Universidad de Dundee. Además tienen un nieto.